# Campeonato de Primera División D 1976
El Campeonato de Primera División D 1976 fue la cuadragésima segunda temporada del certamen y la vigésimo sexta temporada de la cuarta categoría del fútbol argentino. Se disputó entre el 27 de marzo y el 18 de diciembre de 1976.
Los nuevos participantes fueron Berazategui y Yupanqui, que se afiliaron a la AFA ese año.
El certamen consagró campeón por primera vez a Defensores de Cambaceres, que obtuvo el ascenso. Por su parte, Berazategui finalizó como subcampeón y obtuvo el segundo ascenso.

## Ascensos y descensos
| Pos. | Ascendidos de la Primera D 1975 |
| ---- | ------------------------------- |
| 1º   | Tristán Suárez                  |
| 2º   | Deportivo Merlo                 |

| Equipos afiliados |
| ----------------- |
| Berazategui       |
| Yupanqui          |

## Formato
Los 23 equipos se dividieron en una zona de 12 equipos y una zona de 11 equipos y se enfrentaron en cada una bajo el sistema de todos contra todos a dos ruedas.
Los cinco primeros de cada zona clasificaron al Torneo Decagonal por el Ascenso, cuyo ganador se consagró campeón y obtuvo el primer ascenso, mientras que el subcampeón obtuvo el segundo ascenso.

## Equipos participantes
| Equipo                   | Lugar             | Estadio                     |
| ------------------------ | ----------------- | --------------------------- |
| Acassuso                 | Boulogne Sur Mer  | No posee                    |
| Atlas                    | General Rodríguez | Ricardo Puga                |
| Berazategui              | Berazategui       | Norman Lee                  |
| Cañuelas                 | Cañuelas          | El Cajón                    |
| Central Ballester        | Villa Ballester   | Italia y Moreno             |
| Centro Español           | Villa Sarmiento   | No posee                    |
| Defensores de Almagro    | Balvanera         | No posee                    |
| Defensores de Cambaceres | Ensenada          | Camino Rivadavia y Quintana |
| Deportivo Paraguayo      | San Telmo         | No posee                    |
| Ferrocarril Urquiza      | Villa Lynch       | Monumental de Villa Lynch   |
| General Belgrano         | Tapiales          | José María Moraños          |
| General Lamadrid         | Villa Devoto      | General Lamadrid            |
| Ituzaingó                | Ituzaingó         | Ituzaingó                   |
| Juventud Unida           | Muñiz             | Franco Muggeri              |
| Leandro N. Alem          | General Rodríguez | Leandro N. Alem             |
| Pilar                    | Pilar             | No posee                    |
| Piraña                   | Parque Patricios  | No posee                    |
| Puerto Nuevo             | Campana           | Municipal de Campana        |
| Sacachispas              | Villa Soldati     | Lacarra y Barros Pazos      |
| San Martín               | Burzaco           | Francisco Boga              |
| Sportivo Barracas        | Barracas          | No posee                    |
| Sportivo Palermo         | Palermo           | No posee                    |
| Yupanqui                 | Villa Lugano      | No posee                    |

### Distribución geográfica de los equipos
| Región                                   | Cant. | Equipos |
| ---------------------------------------- | ----- | --- |
| Conurbano bonaerense                     | 10    | Acassuso, Berazategui, Central Ballester, Centro Español, Ferrocarril Urquiza, General Belgrano, Ituzaingó, Juventud Unida, Pilar y San Martín (B) |
| Ciudad de Buenos Aires                   | 8     | Defensores de Almagro, Deportivo Paraguayo, General Lamadrid, Piraña, Sacachispas, Sportivo Barracas, Sportivo Palermo y Yupanqui                  |
| Interior de la provincia de Buenos Aires | 5     | Atlas, Cañuelas, Defensores de Cambaceres, Leandro N. Alem y Puerto Nuevo                                                                          |

## Tabla de posiciones

### Zona Norte
| Pos. | Equipo              | Pts. | PJ | PG | PE | PP | GF | GC | Dif. |
| ---- | ------------------- | ---- | -- | -- | -- | -- | -- | -- | ---- |
| 1.º  | Juventud Unida      | 34   | 20 | 14 | 6  | 0  | 49 | 13 | 36   |
| 2.º  | Ituzaingó           | 29   | 20 | 11 | 7  | 2  | 38 | 17 | 21   |
| 3.º  | Puerto Nuevo        | 27   | 20 | 10 | 7  | 3  | 36 | 17 | 19   |
| 4.º  | Central Ballester   | 27   | 20 | 11 | 5  | 4  | 33 | 17 | 16   |
| 5.º  | Acassuso            | 23   | 20 | 9  | 5  | 6  | 43 | 34 | 9    |
| 6.º  | Centro Español      | 22   | 20 | 8  | 6  | 6  | 21 | 18 | 3    |
| 7.º  | Leandro N. Alem     | 16   | 20 | 7  | 2  | 11 | 38 | 31 | 7    |
| 8.º  | Sportivo Palermo    | 16   | 20 | 6  | 4  | 10 | 24 | 44 | −20  |
| 9.º  | Atlas               | 14   | 20 | 4  | 6  | 10 | 26 | 40 | −14  |
| 10.º | Pilar               | 7    | 20 | 2  | 3  | 15 | 24 | 56 | −32  |
| 11.º | Deportivo Paraguayo | 5    | 20 | 1  | 3  | 16 | 9  | 54 | −45  |

|  | Clasificó al Torneo Decagonal por el Ascenso |

### Zona Sur
| Pos. | Equipo                   | Pts. | PJ | PG | PE | PP | GF | GC | Dif. |
| ---- | ------------------------ | ---- | -- | -- | -- | -- | -- | -- | ---- |
| 1.º  | Defensores de Cambaceres | 36   | 22 | 15 | 6  | 1  | 55 | 19 | 36   |
| 2.º  | Berazategui              | 34   | 22 | 15 | 4  | 3  | 58 | 24 | 34   |
| 3.º  | Cañuelas                 | 29   | 22 | 12 | 5  | 5  | 31 | 24 | 7    |
| 4.º  | San Martín de Burzaco    | 27   | 22 | 12 | 3  | 7  | 50 | 32 | 18   |
| 5.º  | Sportivo Barracas        | 24   | 22 | 9  | 6  | 7  | 43 | 38 | 5    |
| 6.º  | General Lamadrid         | 23   | 22 | 10 | 3  | 9  | 29 | 28 | 1    |
| 7.º  | Sacachispas              | 19   | 22 | 7  | 5  | 10 | 46 | 33 | 13   |
| 8.º  | Ferrocarril Urquiza      | 17   | 22 | 8  | 1  | 13 | 30 | 39 | −9   |
| 9.º  | Yupanqui                 | 17   | 22 | 6  | 5  | 11 | 29 | 49 | −20  |
| 10.º | Defensores de Almagro    | 16   | 22 | 7  | 2  | 13 | 30 | 53 | −23  |
| 11.º | General Belgrano         | 13   | 22 | 5  | 3  | 14 | 34 | 67 | −33  |
| 12.º | Piraña                   | 9    | 22 | 3  | 3  | 16 | 14 | 43 | −29  |

|  | Clasificó al Torneo Decagonal por el Ascenso |

## Torneo Decagonal por el Ascenso
| Pos. | Equipo                   | Pts. | PJ | PG | PE | PP | GF | GC | Dif. |
| ---- | ------------------------ | ---- | -- | -- | -- | -- | -- | -- | ---- |
| 1.º  | Defensores de Cambaceres | 16   | 9  | 7  | 2  | 0  | 24 | 5  | 19   |
| 2.º  | Berazategui              | 14   | 9  | 6  | 2  | 1  | 25 | 11 | 14   |
| 3.º  | Central Ballester        | 13   | 9  | 5  | 3  | 1  | 17 | 7  | 10   |
| 4.º  | Acassuso                 | 9    | 9  | 2  | 5  | 2  | 10 | 11 | −1   |
| 5.º  | Juventud Unida           | 8    | 9  | 3  | 2  | 4  | 10 | 12 | −2   |
| 6.º  | Cañuelas                 | 8    | 9  | 2  | 4  | 3  | 11 | 18 | −7   |
| 7.º  | Puerto Nuevo             | 7    | 9  | 2  | 3  | 4  | 12 | 15 | −3   |
| 8.º  | Sportivo Barracas        | 6    | 9  | 2  | 2  | 5  | 10 | 16 | −6   |
| 9.º  | Ituzaingó                | 5    | 9  | 2  | 1  | 6  | 7  | 20 | −13  |
| 10.º | San Martín de Burzaco    | 4    | 9  | 0  | 4  | 5  | 7  | 18 | −11  |

|  | Se consagró campeón y ascendió a la Primera C   |
|  | Finalizó subcampeón y obtuvo el segundo ascenso |